# Кубок Эвы Дуарте
Кубок Эвы Дуарте (исп. Copa Eva Duarte) — испанский футбольный трофей, разыгрывавшийся в 1940—1953 годах между победителями чемпионата Испании по футболу и Кубка Испании по футболу (то есть соответствующий современному Суперкубку Испании). При первом розыгрыше в 1940 году имел название Кубок чемпионов (исп. Copa de Campeones). В 1945 году по предложению посла Аргентины — страны, дружественной испанскому военному режиму, — был переименован в Золотой кубок Аргентины (исп. Copa de Oro Argentina). С 1947 г. носил имя Эвы Дуарте Перон, жены президента Аргентины Хуана Перона. Разыгрывался, как правило, осенью в единственном матче. В 1952—1953 годах был дважды без розыгрыша вручён футбольному клубу «Барселона», поскольку он выиграл и Чемпионат Испании, и Кубок Испании. Со смертью Эвы Перон розыгрыш кубка прекратился.

## Чемпионы по годам
| Год                     | Победитель      | Финалист         | Результат        |
| Кубок чемпионов         | Кубок чемпионов | Кубок чемпионов  | Кубок чемпионов  |
| ----------------------- | --------------- | ---------------- | ---------------- |
| 1940                    | Атлетико Мадрид | Эспаньол         | 10-4 (3-3 / 7-1) |
| Золотой кубок Аргентины |                 |                  |                  |
| 1945                    | Барселона       | Атлетико Бильбао | 5-4              |
| Кубок Эва Дуарте        |                 |                  |                  |
| 1947                    | Реал Мадрид     | Валенсия         | 3-1              |
| 1948                    | Барселона       | Севилья          | 1-0              |
| 1949                    | Валенсия        | Барселона        | 7-4              |
| 1950                    | Атлетик Бильбао | Атлетико Мадрид  | 7-5 (5-5 / 2-0)  |
| 1951                    | Атлетико Мадрид | Барселона        | 2-0              |
| 1952                    | Барселона       |                  |                  |
| 1953                    | Барселона       |                  |                  |